# 歌仔戯
歌仔戯（かしぎ）は台湾の伝統芸能で、台湾オペラとも呼ばれる。20世紀初頭、台湾宜蘭で誕生した。
「歌仔」とは中文では「小歌」と訳出されるように民間歌謡を意味し、その内容は台湾語を主とし、大衆が品格のある言葉、または忠孝を主とする故事を学ぶ機会とし、台湾では古くから社会の重要な娯楽活動の一つとされていた。歌仔戯の祖形は宜蘭地区の落地掃であり、車鼓陣等の要素を組み入れて暫時発展した劇である。後代では高甲劇、北管劇、京劇等の要素を取り入れ戯曲形式が形成されていった。日本統治時代の皇民化運動及び国民政府の遷台以降に行われた国語普及運動の中でその活動空間は制限を受けるようになったが、伝統芸人が継承に努力、また台湾の本土化運動の潮流の中で再び発展の機会を獲得している。

## 歴史
歌仔戯は台湾の宜蘭地区で1900年前後に誕生した。7字或いは5字の組み合わせを1句とし、4句で構成される方言を使用して歌われる民間歌謡であった。初期の歌仔戯は漳州より宜蘭に移民した漢族により「歌仔」や「車鼓」が伝播し、それらが融合して宜蘭の歌仔が誕生した。歌仔戯の創始者に関しては諸説あり、「歌仔助」欧来助、陳高犁、猫仔源などの説がある。。宜蘭歌仔は初期は座って歌われる形式であったものが、後に登場人物が加わり演義や所作が加り、更に各種の服装や登場人物が加わったことで大規模な劇に発展していった。。
歌仔戯に演劇形態が完成した後、台湾語(閩南語)による演出が加わり、また曲調に歌謡小調が加わったことで台湾民衆の歓迎を受けるようになった。1925年には福建省廈門地区にも伝播し、福建全域で、1927年にはマレーシア、シンガポール、フィリピンなどにも伝わり東南アジア華僑社会に広まり、現地の歌仔戯劇団が組織されるようになった。
中国との全面戦争が始まった1937年、台湾総督府は皇民化運動を推進、歌仔戯などの中国語（台湾閩南語）による伝統文化を禁止、歌仔劇はいったん消滅した。歌仔戯の役者は和服や日本刀を身に付け日本の軍歌を歌うなど、総督府の宣伝活動に利用された。
1945年、日本の敗戦により国民政府が台湾を接収すると、歌仔戯は復活するが、1947年から国語推進運動が展開され、台湾省行政長官公署宣伝委員会による上演劇目の制限が行われた。1950年代から大々的に推進された反共政策では、演劇内容の改善が要求され、「台湾歌仔戯改良会」、「台湾省地方戯劇協進会」、「台湾省改良地方戲劇委員会」が相次いで組織され、その中で多くの劇目が上演禁止となり、忠孝の礼節を重んじた作品や反共と関連する題目として女匪幹、延平復國、鑑湖女俠などの劇目が上演された。。
1971年，台湾省政府は『加強推行国語実施計画』を発表、1973年には教育部により『国語推行弁法』が公布され国語推進運動が強化されると、台湾語は抑圧され、1976年に公布された『広播電視法』により台湾語番組が制限され、北京語によるテレビ歌仔戯などが制作された。
1980年代以降、台湾の本土化意識の勃興により、歌仔戯の再評価が行われ、歌仔戯劇団が国家戯劇院を初め、空く地方都市の文化中心センターで上演されるようになった。

### 閩南歌仔戲（薌劇）
1925年、廈門の梨園戲団の双珠鳳が台湾歌仔戯劇団員を招聘し教授を受けたことで閩南地区での流行が始まった。1926年、台湾の玉蘭班は廈門新世界劇場で連続4ヶ月の公演を行い、1928年には台湾人が福建省漳州白礁慈済宮で祖先への祭祀を行う際，台湾歌仔戯劇団である三楽軒による上演を行ったことで廈門で大きな反響を呼んだ。その後閩南地区では様々な歌仔戯劇団が組織されることになる。
当時中国大陸で大きな影響を与えた台湾劇団員として戴水宝、温紅塗などがあり、特に温紅塗の影響力は非常に大きかった。
福建の芸人である邵江海、林文祥（両名とも温紅塗の弟子。王錦泉、呉泰山、盧培森等と共に学んだ）は歌仔戯の曲調に変化を加え「改良調」を完成、台湾の楽器を排除した改良劇を提唱し、南管（南音）楽器である「三弦」、「洞簫」、「六角弦」をそれぞれ台湾の月琴及び品仔（笛）、殻子弦や大廣弦の代わりに使用して国民政府の取締りを逃れようとしている。

## 上演形態

### 落地掃時期
宜蘭地区早期の歌仔戯は落地掃（本地歌仔）地と称された。これは簡単な歌と劇によるものであり、出演者は全員が男性、即席を主とし、主に廟会などにあわせて上演されていた。現在でも陳旺欉のように宜蘭地区には落地掃の形式を伝承している芸人が残っている。

### 屋外舞台の歌仔戯

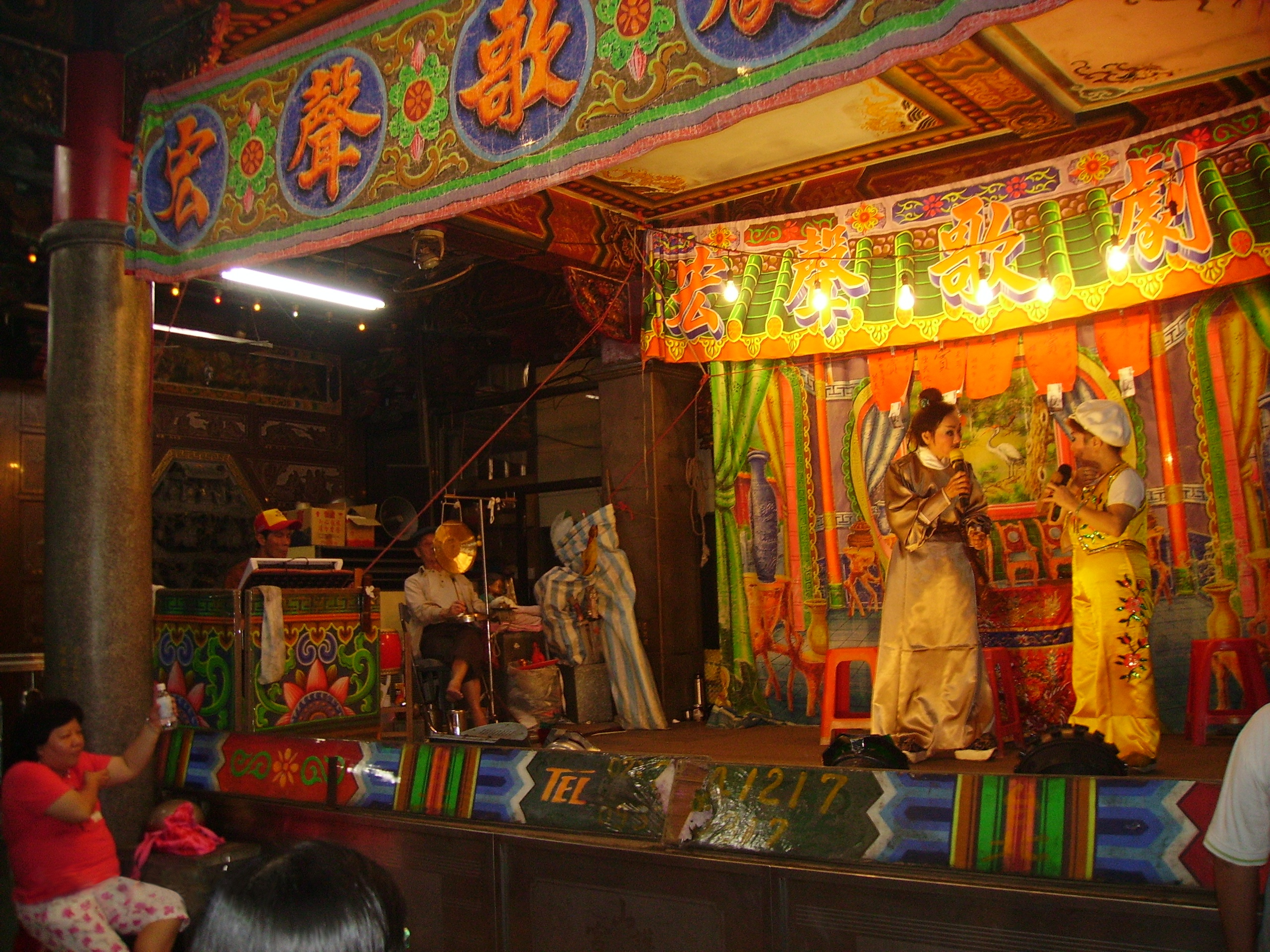
台湾の廟会ではしばしば屋外舞台の歌仔戯を目にすることが出来る。

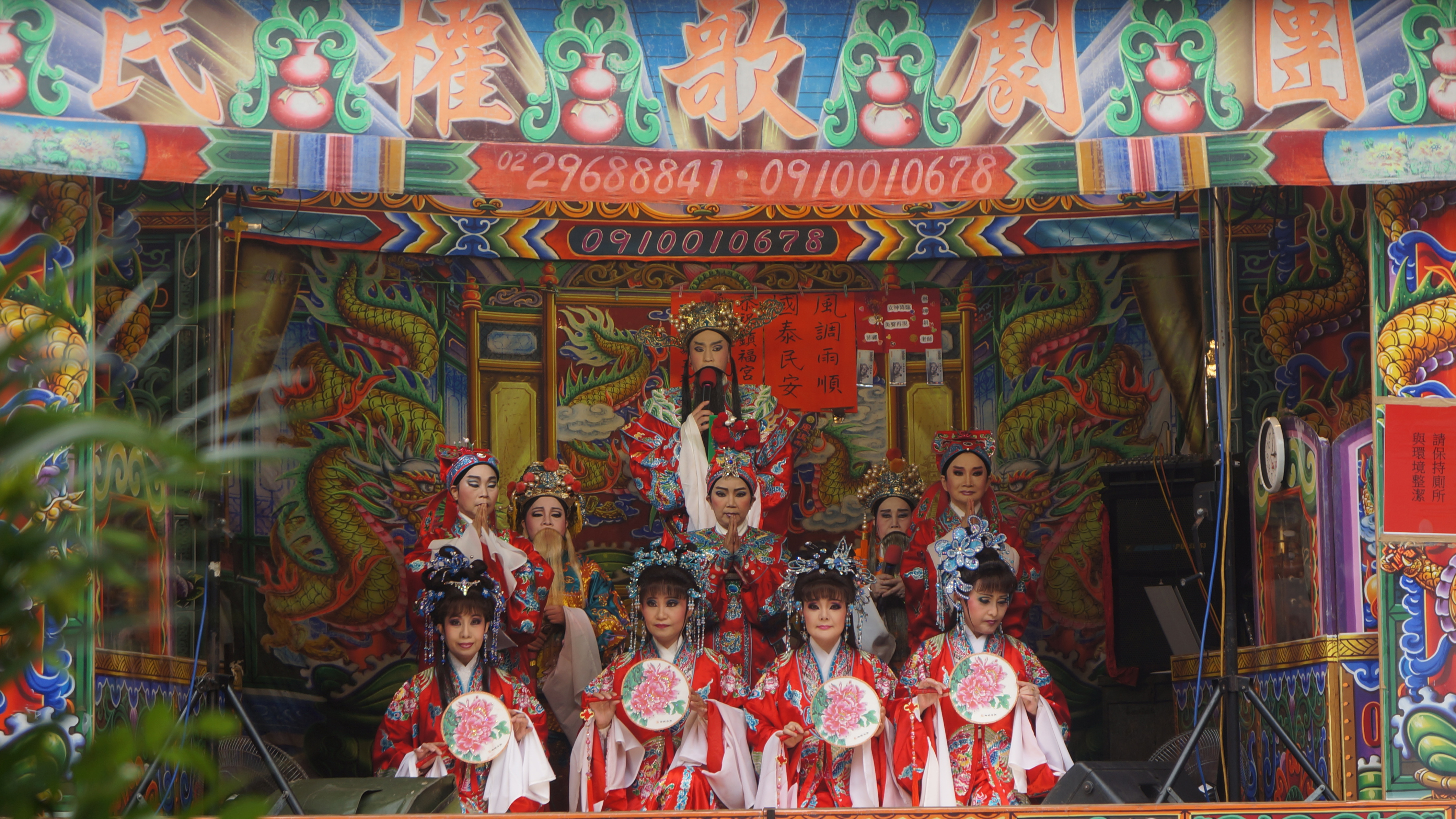
歌仔戯の扮仙劇。

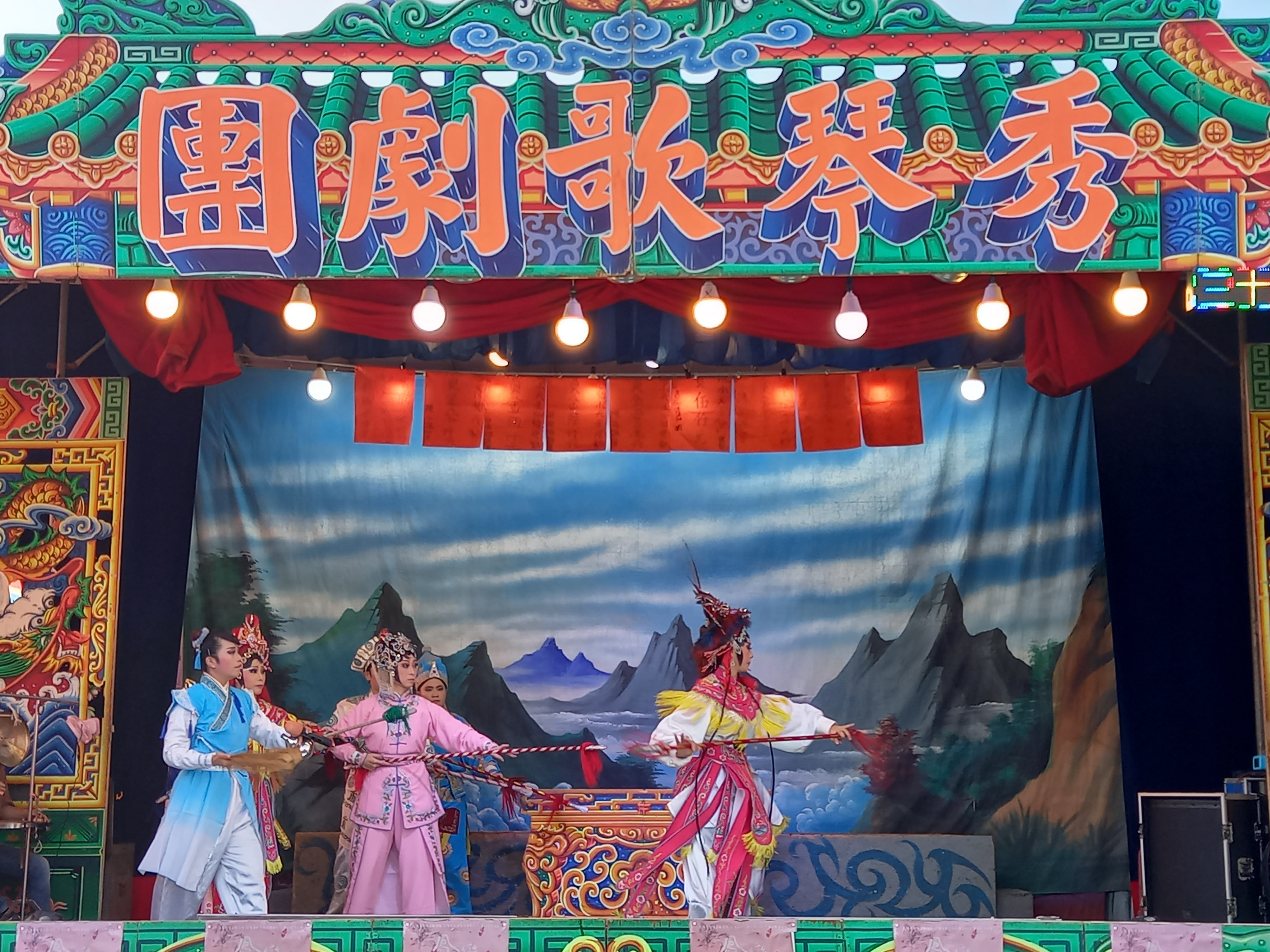
歌仔戯日劇の演出。

歌仔戯は四平劇、客家採茶劇、高甲劇、乱弾劇の上演様式を取り入れ、またその振り付けや衣装などを模倣して次第にその上演形式を完成させていった（老歌仔）。台湾での廟会では当初は官話系統の北管劇で酬神を演出したが、後に歌仔戯が酬神劇目を上演するようになり、台湾民主に広く受け入れられた。酬神劇は扮仙劇と正劇に分けることができ、初期には扮仙劇は北管官話の演出であったが、近年は台湾語で上演するようになってきている。正劇は日劇と夜劇があり、初期は日劇は乱弾劇、夜劇は歌仔戯の形式が採用されていた。
屋外舞台の歌仔戯と屋内舞台の歌仔戯が中心であった時代、歌仔戯の演出は「幕表劇」の上演方式が採用されていた。これは幕表と呼ばれる筋書きを記して楽屋に貼り出される幕布を元に、弁士が劇目内容を説明しながら舞台で上演されるものであり、上演者同士の呼吸をあわせることが重要であった。この上演方式では上演者の台詞が重視されており、台本は口伝された台詞を筆記した口述台本であった。

### 屋内舞台の歌仔戯
日本統治時代、屋外舞台での歌仔戯は台湾民衆の支持を受け、中国から多くの劇団が台湾を訪れ上演するようになった。歌仔戯は福州の布景、連本劇形式の影響を受け、また京劇の武打、身段と鑼鼓点などを取り入れたことで非常に精彩な内容に変化した。当時の台湾では京劇は外江劇と称され、1910年代に台湾で流行したが、1920年代になるとその人気に翳りが出るようになり、台湾にやってきた京劇劇団は劇団を解散し、劇団員が歌仔戯劇団に参加したことで武打の要素が入ることとなった。
多くの劇場では歌仔戯の上演を行うようになり、観客は入場券を購入する形式が誕生した。また劇場は上演者による街中での宣伝活動を行うようになった。この時期、歌仔戯劇団は劇場で数ヶ月にわたる公演を行い、また舞台装置による演出も高度化し噴水が使用されることもあった。1915年頃、辜顕栄は日本人が経営していた淡水劇場を買収、新舞台と改称し多くの歌仔戯劇団を招待し上演した。
皇民化運動が推進されると、歌仔戯の衣装は和服に改められ、日本語による上演を迫られた時期もあったが、戦後には再び屋内舞台の歌仔戯は再び隆盛を迎え、1950年代には台湾全土で300を超える歌仔戯劇団が舞台で活躍していた。その後テレビ放送の開始により庶民の娯楽が変化、屋内舞台による歌仔戯は衰退していくことになる。

### ラジオ歌仔戯
1954年頃、台湾の民本、中興、正声、民声、国声及び華声などのラジオ放送で歌仔戯が放送されるようになった。当初は舞台の歌仔戯を録音放送していたが、やがて各放送局が自身の歌仔戯劇団を設立するようになり、1960年代に最盛期を迎えた。ラジオ歌仔戯では聴覚に依拠しているため音楽面の発展があり、中広調、豊原調などの音楽が誕生した。当時最も人気のあった歌仔戯劇団としては正声による「天馬歌仔戯」があげられる。

### 映画歌仔戯
1955年、都馬班は台湾で最初の歌仔戯映画である『六才子 西廂記』を制作した。この作品の興行成績は芳しくなかったが、拱楽社の陳澄三が華興電影製片公司を立上げ、1956年に『薛平貴与王宝釧』（主演：劉梅英、呉碧玉など）が上映されると、それ以降映画歌仔戯が次々に発表され、長編舞台歌仔戯の内容を凝縮し、2時間から3時間でまとめたことで多くの慣習の支持を受けた。

### テレビ歌仔戯
現在の台湾で最も目にする機会が多いのがテレビ歌仔戯である。1962年に台湾電視台が開局されると、歌仔戯はテレビのスクリーンに登場することとなった。最初に放送されたのは金鳳凰歌劇団による『楊麗花』であった。
テレビ歌仔戯は芸術面から見ると象徴主義から写実主義への転換であると言える。例えば馬が登場するシーンでは小道具の馬ではなく実際の馬が使用され、身段表現が消失、そのほかにも唱腔も使用されなくなった。また台湾語番組の放送時間が30分程度と限定されており、オープニングとエンディング、そして広告を除くと僅か21分となり、歌謡部分を表現するとその途中で広告となるなどがあり、歌謡表現が著しく減退し、連続時代劇のような作風になっている。当時のテレビ3局はそれぞれ歌仔戯番組を放送中視の黄香蓮、華視の葉青、台視の楊麗花）しており、視聴率獲得競争が激化した。
1973年に国語推進運動が展開されると布袋劇と共に歌仔戯も一定期間放送されなくなった。

## 服裝

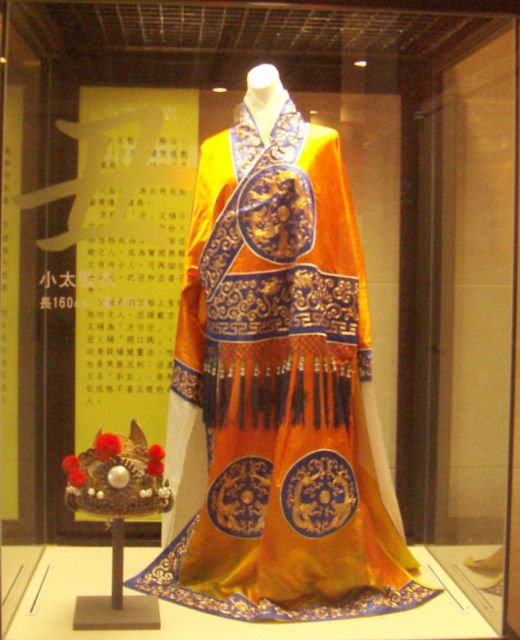
歌仔戯丑角
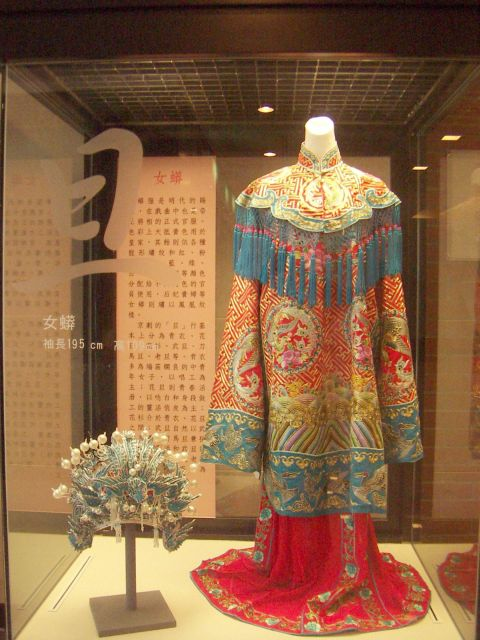
歌仔戯旦角
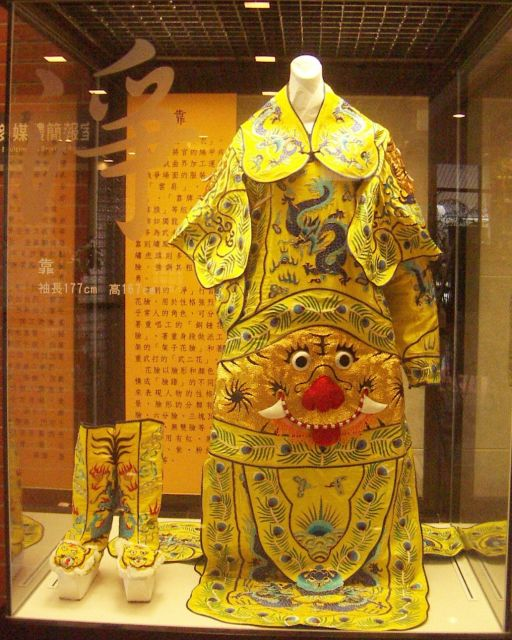
歌仔戯浄角
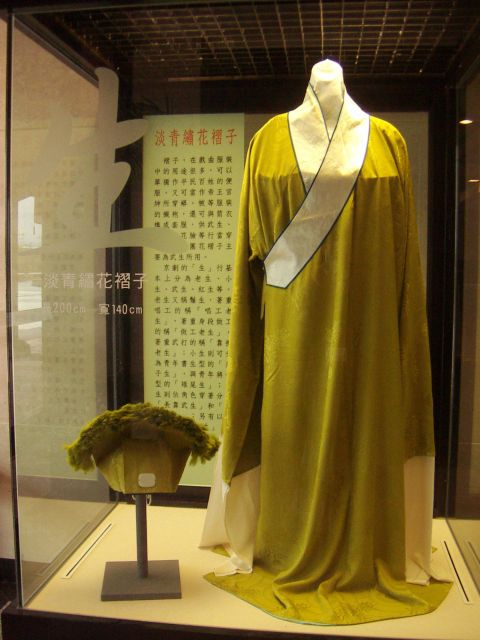
歌仔戯生角